# Scala Gigante
Scala Gigante o simplemente Scala fue una cadena peruana de supermercados que operó en Lima, perteneciente a la familia Majluf (Miguel Majluf y Salvador Majluf). Abrió sus puertas en el año 1958 con una tienda en la Plaza Mayor de Lima junto a la tienda Oechsle. Fue la primera empresa en abrir un hipermercado en el Perú.

## Historia
El supermercado Scala fue inaugurado en 1958 iniciando su expansión en Lima, abriendo el primer hipermercado de la historia del Perú ubicado en la Av. Alfonso Ugarte en el distrito de Breña. Fue la primera tienda en llamarse Scala Gigante. La cadena tuvo varias tiendas en Lima; tras la quiebra de Super Epsa, las tiendas de dicha cadena se convirtieron al formato de Scala. En 1981, la familia Majluf vendió la cadena de 13 tiendas a la familia Brescia por US$ 2.25 millones, quienes con la empresa atravesaron una de las peores crisis económicas del retail en el Perú a fines de la década de 1980. A inicios de 1990, Scala mantuvo 7 de las 13 tiendas que operaban en Lima para cerrar sus operaciones en 1993. Cinco de los 7 locales que aún conservaban pasaron a ser Supermercados Santa Isabel Perú (actualmente Plaza Vea).

### Locales
Entre los locales más recordados de Scala están:
- Residencial San Felipe, Jesús María (posteriormente fue Santa Isabel. Actualmente Metro)
- Av. Sáenz Peña, Callao (posteriormente fue Santa Isabel, luego Mercalider, luego cerrado desde 2010 hasta que se demolió en 2024)
- Urb. Las Gardenias, Santiago de Surco (posteriormente fue Santa Isabel. Actualmente Plaza Vea)
- Plaza de Armas, Lima (Actualmente negocios menores)
- C.C. Camino Real, San Isidro
- C.C. Molicentro - La Molina (3er. Piso)
- C.C. Arenales, Lince (Estuvo abandonado por un tiempo - Actualmente Metro)
- Av. Javier Prado Este, San Borja (posteriormente fue Santa Isabel, luego Plaza Vea con restaurantes Bembos, KFC y Burger King hasta 2012. Actualmente C.C. La Rambla)
- Av. José Pardo, Miraflores (posteriormente fue Santa Isabel. Fue remodelado en 2003 y luego Vivanda hasta que fue demolido en agosto de 2023)
- Av. Alfonso Ugarte, Breña (Actualmente Metro)
- Av. Angamos Este, Surquillo (Posteriormente por un tiempo fue Casas & Cosas. Actualmente Sodimac Maestro)
- Av. La Marina cruce con Av. Rafael Escardó, Urb. Maranga, San Miguel (posteriormente fue el centro de entretenimiento o el centro comercial Marina Park Plaza desde 1998 hasta 2011. Posteriormente demolido y actualmente en construcción el proyecto "Marina City Center")
- Av. José Larco, Miraflores (posteriormente Banco Azteca hasta 2021. Actualmente es Alfin Banco)